# Beautiran
Beautiran – miejscowość i gmina we Francji, w regionie Nowa Akwitania, w departamencie Żyronda.
Według danych na rok 1990 gminę zamieszkiwały 1803 osoby, a gęstość zaludnienia wynosiła 284 osób/km² (wśród 2290 gmin Akwitanii Beautiran plasuje się na 233. miejscu pod względem liczby ludności, natomiast pod względem powierzchni na miejscu 1332.).